# ساری‌کوناک (بتلیس)
ساری‌کوناک (به ترکی استانبولی: Sarıkonak) یک منطقهٔ مسکونی در ترکیه است که در بیتلیس واقع شده‌است.